# Pedro de Viscarra
Pedro de Viscarra de la Barrera (fl. XVI secolo) è stato un avvocato spagnolo che ricoprì per due volte l'incarico di Governatore Reale del Cile.

## Biografia
Giunse nel Regno del Cile nel 1590.
Alonso de Sotomayor si trasferì in Perù il 30 luglio 1592 per chiedere al viceré altri uomini, lasciando a Pedro de Viscarra il titolo di tenente governatore del Cile. Il 23 settembre 1592, all'arrivo di Martín García Óñez de Loyola che avrebbe dovuto sostituire Sotomayor, Viscarra cedette il proprio incarico.
Dopo che Loyola fu ucciso nel disastro di Curalaba, nel dicembre 1598, Pedro de Viscarra fu di nuovo nominato governatore temporaneo del Regno del Cile. Mantenne il titolo per sei mesi, finché non fu sostituito da Francisco de Quiñónes nel maggio del 1599.